# 오영준
오영준(吳泳俊 , 1969년 11월 26일~)은 대한민국의 법조인으로 헌법재판소 재판관(2025. 7.~)이다.

## 경력
- 1991년: 제33회 사법시험 합격
- 제23기 사법연수원 수료
- 1994년: 서울민사지방법원 판사
- 서울지방법원 북부지원 판사
- 전주지방법원 군산지원 판사
- 2002년: 서울지방법원 판사
- 2006년: 대법원 재판연구관
- 2011년 2월: 춘천지방법원 강릉지원장
- 대법원 총괄재판연구관
- 2014년 2월: 서울중앙지방법원 부장판사
- 2016년 2월~2018년 2월: 특허법원 부장판사
- 2018년 2월~2019년 2월: 대법원 선임재판연구관
- 2019년 2월~2022년 2월: 대법원 수석재판연구관
- 2022년 2월~2025년 7월: 서울고등법원 부장판사
- 2025년 7월~: 헌법재판소 재판관